# Burn Notice - La caduta di Sam Axe
(Tagline del film TV)
Burn Notice - La caduta di Sam Axe (Burn Notice: The Fall of Sam Axe) è un film per la televisione del 2011 di Jeffrey Donovan, prequel della serie televisiva Burn Notice - Duro a morire.
Il film TV è stato trasmesso in prima visione assoluta negli Stati Uniti d'America da USA Network il 17 aprile 2011. La prima TV in lingua italiana è invece avvenuta nella Svizzera italiana su RSI LA1; l'emittente elvetica ha diviso il film TV in due parti, trasmesse rispettivamente il 18 e 19 ottobre 2012. In Italia è stato trasmesso in prima visione su Cielo, diviso in due parti andate in onda rispettivamente il 6 e 9 settembre 2013.

## Trama

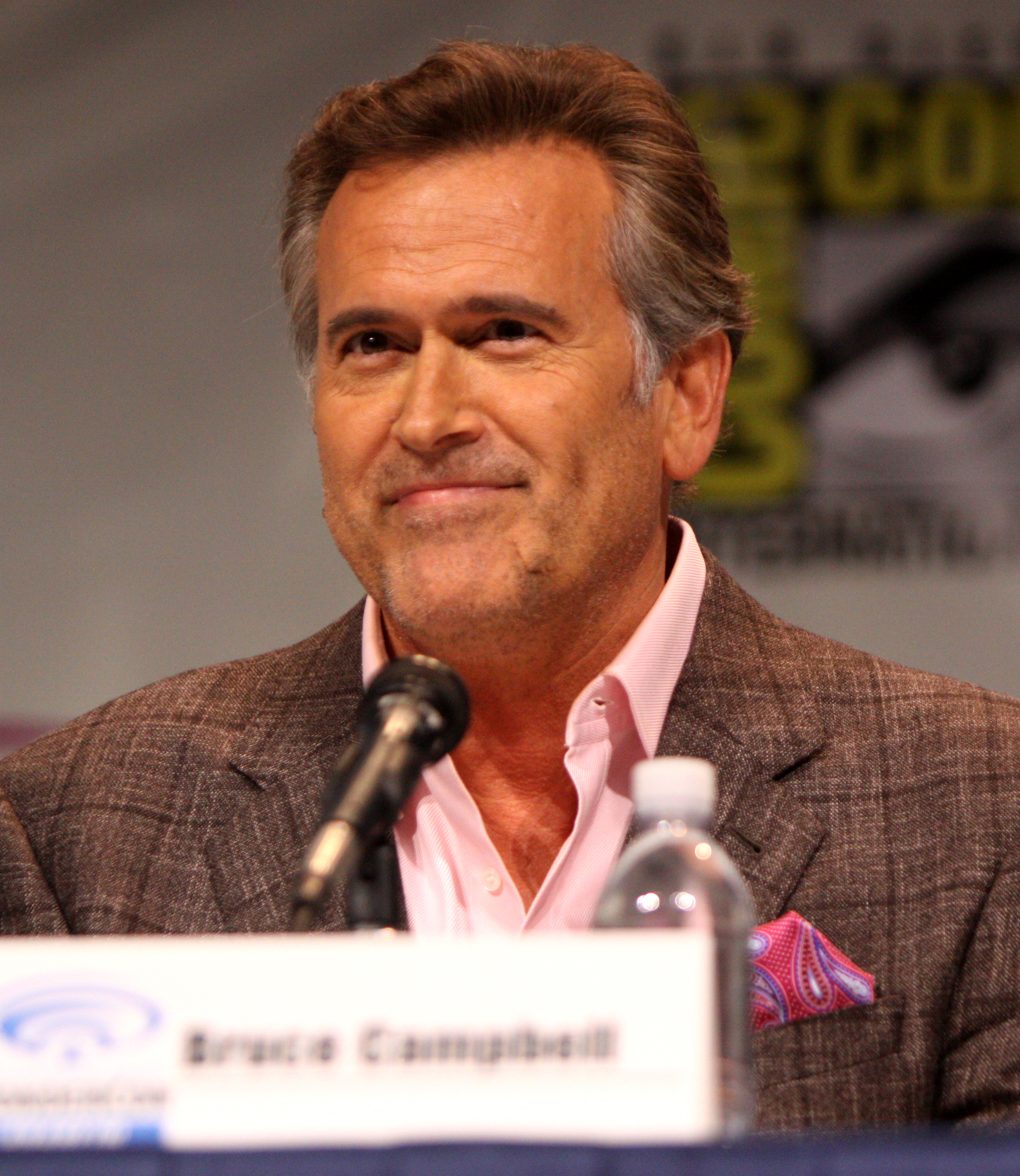
Bruce Campbell, già nel cast principale di Burn Notice, è il protagonista assoluto di questo film TV.

2005. Sam Axe, comandante dei Navy SEAL, viene mandato in missione nella giungla della Colombia per indagare su un gruppo di ribelli locali conosciuti col nome di "Espada Ardiente". Il suo incarico è all'apparenza molto semplice, ovvero stabilire se è necessario un aiuto militare degli Stati Uniti per fronteggiare la minaccia terroristica.
Arrivato sul posto, Sam si rende però conto che la situazione è più complicata di quanto immaginava: appreso che i ribelli hanno messo gli occhi su una piccola clinica no-profit, decide di agire per salvare medici e pazienti, lottando tra la mancanza di fiducia del personale umanitario della struttura, che non vede di buon occhio i militari di qualsiasi schieramento, e il pragmatismo dei suoi superiori, che sembrano interessati unicamente a trasformare la zona in un campo di battaglia. Presto Sam capisce che in realtà le cose non sono come sembrano, e che probabilmente sta lottando dalla parte sbagliata.

## Produzione
Questo film per la televisione è stato annunciato nel luglio del 2010 dal creatore e produttore di Burn Notice Matt Nix durante il San Diego Comic-Con International. La scelta del regista è caduta su Jeffrey Donovan, protagonista della serie TV e compagno di cast di Bruce Campbell.
Il 31 gennaio 2011 è stato comunicato che avrebbero fatto parte del cast principale anche Chandra West (The Gates - Dietro il cancello) nei panni di Donna, una ragazza sexy e divertente che Sam ha appena iniziato a frequentare, RonReaco Lee (La strana coppia, altra serie di Nix) nel ruolo del Dr. Ben Delaney, un medico da campo che gestisce una clinica no-profit e ora si ritrova a doversi difendere dai terroristi, Kiele Sanchez (Lost) nella parte di un'umanitaria per gli aiuti alimentari che fa fatica a fidarsi dei soldati (incluso Sam) e John Diehl (Miami Vice) nel ruolo dell'ammiraglio Lawrence, un ufficiale della United States Navy abituato a non fermarsi davanti a niente.
La pellicola è stata girata a Bogotà, in Colombia, nel corso del gennaio del 2011.